# أوقست جنسن
أوقست جنسن (بالنرويجية: August Jensen) (و. 1991  م) هو راكب دراجة هوائية، من النرويج، ولد في بودو.

## سباقات أو مراحل فاز بها
| التاريخ       | السباق                     | المركز                   |
| ------------- | -------------------------- | ------------------------ |
| 06 مايو 2012  | رينجيريك جراند بريكس 2012  | الخامس في التصنيف العام  |
| 11 أغسطس 2013 | سباق النرويج 2013          | الثاني في تصنيف الجبال   |
| 17 أغسطس 2014 | سباق النرويج 2014          | الأول في تصنيف الجبال    |
| 01 يناير 2015 | 2015 Kreiz Breizh Elites   | الفائز في التصنيف العام  |
| 09 مايو 2015  | سوندفولدن جراند بريكس 2015 | السادس في التصنيف العام  |
| 10 مايو 2015  | رينجيريك جراند بريكس 2015  | الخامس في التصنيف العام  |
| 31 مايو 2015  | طواف ديف يغد 2015          | الرابع في تصنيف أفضل شاب |
| 16 أغسطس 2015 | سباق النرويج 2015          | الأول في تصنيف الجبال    |
| 13 مارس 2016  | جي بي ليبرتي سيغوروس 2016  | الفائز في التصنيف العام  |
| 30 أبريل 2016 | جي بي فيبورغ 2016          | الرابع في التصنيف العام  |
| 08 مايو 2016  | رينجيريك جراند بريكس 2016  | التاسع في التصنيف العام  |

## روابط خارجية
- أوقست جنسن على موقع الاتحاد الدولي للدراجات (الإنجليزية)
- أوقست جنسن على موقع أرشيف الدراجات (الإنجليزية)
- أوقست جنسن على موقع إحصائيات الدراجات الإحترافية (الإنجليزية)
- أوقست جنسن على موقع نسبة الدراجات (الإنجليزية)